# John Ross (capo indiano)
John Ross, noto anche come Guwisguwi (che in Cherokee significa "Misterioso Uccello Bianco"), (Turkeytown, 3 ottobre 1790 – Washington, 1º agosto 1866), è stato il capo dei Cherokee dal 1828 al 1866, ricoprendo questa carica più a lungo di chiunque altro.
Definito il Mosè del suo popolo, Ross influenzò l'ex nazione indiana tramite eventi tumultuosi come la deportazione degli indiani e la guerra di secessione americana.
John Ross era Cherokee solo per un ottavo, figlio di una madre in parte Cherokee e di un padre scozzese. La madre e la nonna materna avevano una discendenza scozzese-Cherokee, dato che anche il nonno materno era un immigrato scozzese. Per questo il giovane John era bilingue e biculturale, esperienza che gli servì nel momento in cui i genitori decisero di mandarlo in scuole di mezzosangue Cherokee. Dopo il diploma fu nominato agente indiano nel 1811. Durante la guerra anglo-americana fu aiutante di un reggimento Cherokee comandato da Andrew Jackson. Dopo la fine della guerra Creek Ross dimostrò il suo acume per gli affari fondando una ditta di tabacco nel Tennessee. Nel 1816 fondò una comunità cota come Ross' Landing sul fiume Tennessee (odierna Chattanooga, Tennessee). Qui costruì un magazzino ed una stazione di posta, oltre ad avviare un servizio di traghetti. Contemporaneamente John Ross sviluppò un interesse nelle politiche Cherokee, attirando l'attenzione degli anziani Cherokee e soprattutto dei capi Pathkiller e Charles R. Hicks che, assieme a Major Ridge, divennero i suoi mentori politici.
Ross si recò la prima volta a Washington nel 1816 con una delegazione Cherokee per negoziare un problema di confini nazionali, di proprietà di terre e di invasione dei bianchi. Essendo l'unico della delegazione a parlare fluentemente l'inglese, Ross divenne il principale negoziatore, nonostante la giovane età. Quando nel 1817 tornò dai Cherokee fu eletto nel consiglio nazionale. Ne divenne presidente l'anno seguente. La maggioranza del consiglio era composto da uomini come Ross, che era ricco, istruito, parlava inglese ed era di sangue misto. Anche i tradizionalisti Cherokee di sangue puro capirono che aveva le qualità necessarie per contrastare la richiesta dei bianchi secondo i quali i Cherokee avrebbero dovuto cedere la loro terra e spostarsi oltre il fiume Mississippi. Il primo impegno di Ross fu il rifiuto di un'offerta di 200 000 dollari per accettare lo spostamento. In seguito Ross effettuò più viaggi a Washington. Nel 1824 Ross chiese al Congresso un risarcimento per le ingiustizie subite dai Cherokee, e fu la prima volta che una tribù indiana osò tanto. Lungo la strada Ross costruì un sostegno politico nella capitale a favore della causa Cherokee.
Sia Pathkiller che Charles R. Hicks morirono nel gennaio del 1827. Il fratello di Hicks, William, fu nominato capo ad interim. Ross e Major Ridge condivisero le responsabilità degli affari della tribù. William Hicks non impressionò i Cherokees come capo. Questi elessero Ross come capo permanente nell'ottobre del 1828. Rimase in carica fino alla morte.
Il problema della deportazione spaccò politicamente la nazione Cherokee. Ross, sostenuto dalla maggioranza, cercò continuamente di bloccare l'azione dei bianchi. Divennero famosi come Partito Nazionale. Coloro che ritenevano inutile ogni resistenza avrebbero voluto cercare il miglior spostamento possibile. Questi formarono il "Partito del Trattato" o "Partito di Ridge", guidato da Major Ridge. Il Partito del Trattato fu convinto a firmare il 29 dicembre 1835 il trattato di New Echota, col quale si chiedeva ai Cherokees di andarsene entro il 1838. Né Ross né il consiglio approvarono, ma il governo federale considerava valido il trattato. Avrebbe mandato un esercito a cacciare coloro che non sarebbero partiti entro il 1838, con un'azione divenuta poi nota come "Sentiero delle lacrime". Circa un quarto dei Cherokee obbligati a spostarsi morirono lungo la strada, compresa la moglie di Ross, Quatie.
Ross cercò inutilmente di restaurare l'unità politica dopo l'arrivo nel territorio indiano. Sconosciuti assassinarono i capi del Partito del Trattato, tranne Stand Watie che fuggì e diventò il più terribile nemico di Ross. Dopo poco il problema dello schiavismo rinfocolò la vecchia divisione. Il Partito del Trattato si trasformò in "Partito Meridionale", mentre il Partito Nazionale divenne il "Partito dell'Unione". Inizialmente Ross predicava la neutralità, credendo che unirsi alla "guerra dei bianchi" sarebbe stato disastroso per la tribù. Dopo che le forze dell'Unione ebbero abbandonato le fortezze in territorio indiano, Ross cambiò idea e firmò un trattato con la Confederazione. In seguito fuggì in Kansas e Stand Watie divenne il capo de facto. I Confederati persero la guerra, Watie fu l'ultimo generale confederato ad arrendersi, e Ross tornò a ricoprire il ruolo di capo. Posto di fronte alla negoziazione del trattato di ricostruzione con gli Stati Uniti d'America, fece un nuovo viaggio a Washington dove morì il 1º agosto 1866.

## Origini
Nella prima metà del XIX secolo i Cherokee avevano formato una nazione, persero le terre dei propri avi, subirono la deportazione in territorio indiano e patirono la sconfitta nella guerra di secessione americana (a causa di una vecchia alleanza della maggioranza con la Confederazione). In questo periodo una delle figure politiche dominanti dei Cherokee fu John Ross. La madre era una mezza Cherokee, ed essendo la tribù matrilineare Ross apparteneva al clan Uccello. Era per discendenza Cherokee per un ottavo e scozzese per sette ottavi, e crebbe in un ambiente sia Cherokee che statunitense. Istruito in inglese da uomini bianchi, parlava poco della lingua Cherokee, ma le sue origini gli permisero di rappresentare i Cherokee presso il governo statunitense. Divenne uno degli uomini più ricchi della nazione.

## Il Mosè dei Cherokee
La vita di Ross ebbe un corso simile a quello di importanti figli di commercianti di pelli in America del Nord. I commercianti di pelli scozzesi ed inglesi in America del Nord erano tipicamente uomini di buona famiglia che sposarono donne nobili native americane. Entrambi credevano che si trattasse di alleanze strategiche tra nativi e commercianti. Questi educarono i propri figli in ambienti biculturali e multilingue. I figli di queste unioni spesso si sposavano tra loro e facevano carriera politica ed economica.
Durante i repentini cambiamenti politici del XIX secolo i Cherokee avevano bisogno delle capacità e delle lingue che i mezzosangue avevano sviluppato. La maggioranza dei Cherokee sostenne Ross, eleggendolo come capo in ogni elezione dal 1828 al 1860. Data la controversia riguardante il territorio, una minoranza Cherokee ed un gruppo di politici di Washington consideravano Ross un dittatore ingordo ed un "capo aristocratico [che] voleva frodare" la nazione Cherokee. Ross aveva anche sostenitori influenti a Washington, tra cui Thomas Loraine McKenney, il commissario degli affari indiani (1824–1830). Egli descriveva Ross come il padre dei Cherokee, un Mosè che "guidò...il proprio popolo nell'esodo dalla terra nativa ad un nuovo stato, e da uno stato selvaggio alla civiltà".

## Gioventù ed educazione

Casa costruita all'inizio del XIX secolo da John McDonald, nonno materno di John Ross. Ora chiamata "John Ross House", fu abitata dalla figlia di Ross e dal marito, Nicholas Scales. Si trova a Rossville (Georgia).

Ross (noto anche col nome Cherokee di Guwisguwi) nacque a Turkeytown (nell'attuale Alabama), vicino alla sorgente del fiume Coosa, da Mollie McDonald e dal marito Daniel Ross, un commerciante immigrato scozzese. Essendo nato da una madre Cherokee, Ross era considerato membro per nascita del clan Uccello.
La madre e la nonna di Ross erano mezzosangue scozzese-Cherokee. La bisnonna Ghigooie, purosangue Cherokee, aveva sposato William Shorey, interprete scozzese. La loro figlia Anna sposò John McDonald, un commerciante scozzese. Nel 1786 la figlia di Anna e John, Mollie McDonald, sposò Daniel Ross, commerciante scozzese che aveva iniziato a vivere tra i Cherokee durante la guerra d'indipendenza americana.
Ross passò la gioventù con i genitori nell'area di Lookout Mountain. Conobbe molto della società Cherokee avendo conosciuto il purosangue Cherokee socio del padre. Da bambino partecipò a eventi tribali, come il festival del mais verde. Il padre era deciso a far ricevere a John anche una rigorosa educazione classica. Dopo essere stato educato a casa, Ross proseguì gli studi superiori col reverendo Gideon Blackburn che aveva fondato scuole nel Tennessee sudorientale per i figli dei Cherokee. Le classi erano in inglese e gli studenti di razza mista, come Ross. Il giovane Ross terminò gli studi in un'accademia di South West Point, Tennessee.

## Agente indiano
All'età di 20 anni, avendo completato gli studi ed essendo bilingue, Ross fu nominato agente indiano dei Cherokee occidentali e mandato nel loro territorio (l'attuale Arkansas). durante la guerra anglo-americana fu fiutante in un reggimento Cherokee. Prese parte ai combattimenti con il generale Andrew Jackson nella battaglia di Horseshoe Bend contro i guerrieri Creek alleati dei britannici.

## Attività commerciali
Ross avviò una serie di attività commerciali. La maggior parte della sua ricchezza proveniva dalla coltivazoine di 170 acri di tabacco in Tennessee, nella cui piantagione lavoravano venti schiavi.
Nel 1816 fondò Ross's Landing, servita da un traghetto. Dopo che i Cherokee furono spostati in Oklahoma negli anni 1830, i coloni statunitensi ne cambiarono il nome in Chattanooga. Inoltre Ross fondò una ditta di commercio e e immagazzinamento. In tutto guadagnava 1000 dollari l'anno (13900 dollari se rapportati ad oggi). Nel 1827 Ross si trasferì a Rome (Georgia) per stare più vicino a New Echota, capitale Cherokee. A Rome Ross fondò un traghetto che viaggiava lungo le sorgenti del Coosa nei pressi della casa di Major Ridge, un vecchio ricco ed influente capo Cherokee. A dicembre del 1836 le proprietà di Ross erano valutate 23 665 dollari (508 224 dollari ad oggi). Era uno dei cinque più ricchi uomini della nazione Cherokee.

## Ascesa a capo nazionale

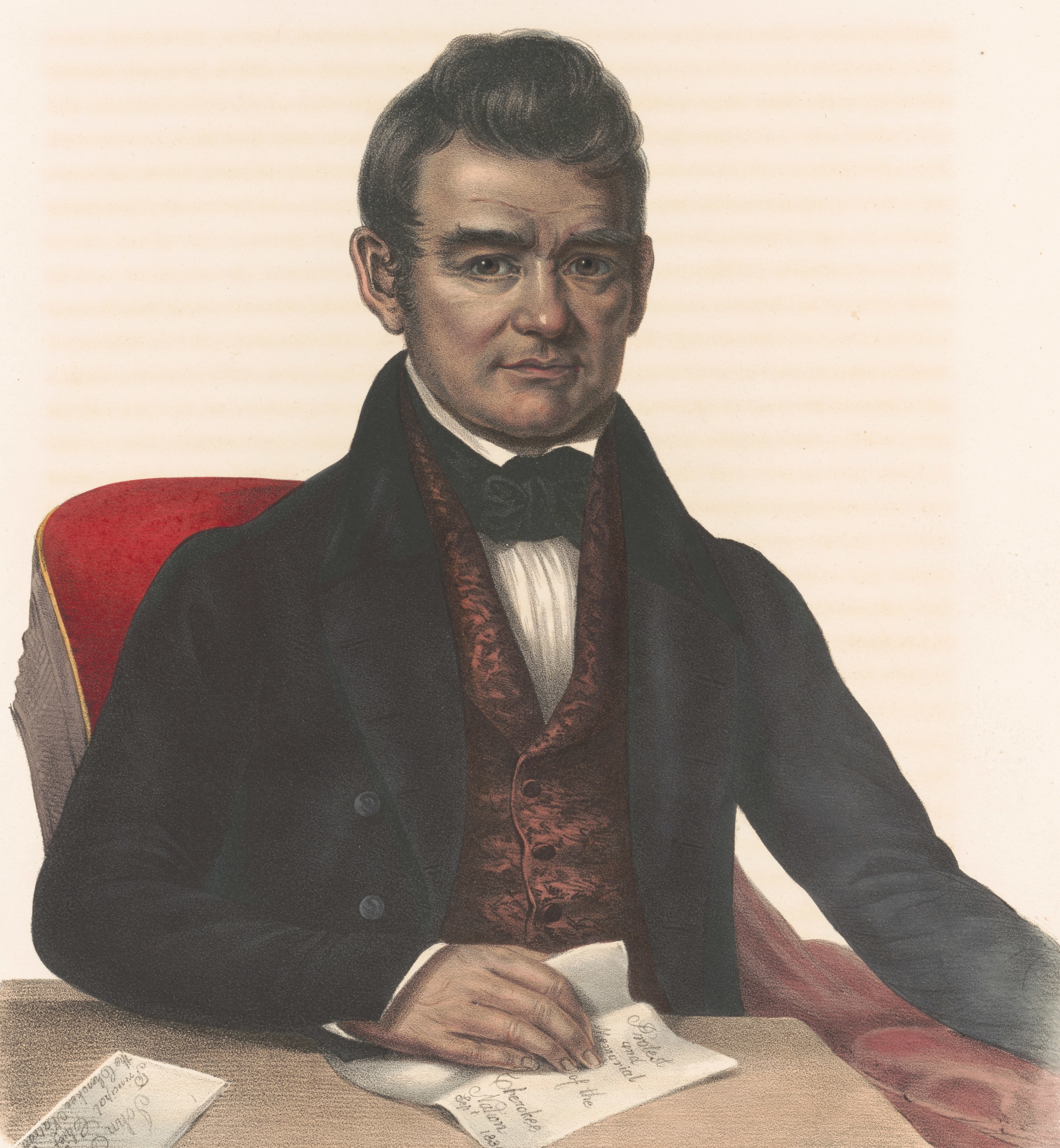
Un giovane John Ross

### Apprendistato politico
Dal 1812 al 1827 passò un periodo di apprendistato politico. Imparò come condurre negoziazioni con gli Stati Uniti d'America ed apprese le capacità necessarie per guidare un governo nazionale. Dopo il 1814 la carriera politica di Ross da legislatore e diplomatico Cherokee progredì con il sostegno di persone come il capo Pathkiller, l'assistente capo Charles Renatus Hicks e Casey Holmes, vecchio statista della nazione Cherokee, oltre che delle donne anziane della tribù.
Dal 1813 le relazioni con gli Stati Uniti divennero più complesse, ed i vecchi capi non istruiti come Pathkiller non erano in grado di difendere gli interessi Cherokee. L'ascesa di Ross fece capire ai nativi che un capo istruito di lingua inglese era di importanza nazionale. Sia Pathkiller che Hicks credevano che Ross avrebbe potuto essere il futuro capo della nazione Cherokee, e lo addestrarono per questo incarico. Ross fu segretario di Pathkiller ed Hicks, con i quali lavorò ai problemi finanziari e politici della nazione. Gli insegnarono anche la tradizione. In una serie di lettere indirizzate a Ross, Hicks elenca le tradizioni Cherokee conosciute.
Nel 1816 il consiglio del capo nominò Ross nella prima delegazione diretta a Washington. La delegazione del 1816 avrebbe dovuto risolvere il problema dei confini nazionali, della proprietà della terra e dell'invasione dei bianchi in terra Cherokee. Ross era l'unico dei delegati a parlare un inglese fluente, il che lo rese la figura centrale delle negoziazioni. Si trattava di un'eccezione nella società Cherokee che favoriva i capi più anziani.
Nel novembre del 1817 i Cherokee formarono il consiglio nazionale. Ross fu eletto tra i tredici membri, dove ogni uomo restava in carica due anni. Il consiglio fu creato per consolidare l'autorità politica Cherokee dopo che Andrew Jackson aveva firmato due trattati con piccoli gruppi di Cherokee che rappresentavano fazioni minoritarie. I membri del consiglio nazionale misero Ross nell'élite. La maggior parte degli uomini era ricca, meticcia e di lingua inglese, a differenza di molti Cherokee che ancora parlavano solo la loro lingua nativa.

### Assunzione della carica
Nel novembre 1818, all'alba del consiglio generale con l'agente indiano Joseph McMinn che riguardava i Cherokee, Ross fu nominato presidente del Comitato Nazionale. Ricoprì l'incarico fino al 1827. Il Consiglio scelse Ross perché capì che aveva le capacità diplomatiche necessarie per rifiutare le richieste statunitensi sulla proprietà della terra. In questo Ross non deluse il consiglio. McMinn offrì 200 000 dollari per accettare di trasferirsi oltre il Mississippi, ma Ross rifiutò.
Nel 1819 il consiglio inviò Ross a Washington, dove assunse il ruolo di leader. L'obiettivo della delegazione era quello di chiarire le disposizioni del trattato del 1817. La delegazione doveva negoziare i confini delle terre cedute e sperava di chiarire i diritti Cherokee sulle restanti terre. John Calhoun, segretario alla Guerra, pressò Ross per convincerlo a cedere buona parte della terra in Tennessee e Georgia. La pressione governativa continuò e si intensificò. Nell'ottobre 1822 Calhoun chiese che i Cherokee rinunciassero alle loro terre in Georgia, rispettando l'ordinanza statunitense dell'accordo del 1802. Prima di rispondere alla proposta di Calhoun, Ross tastò il parere del popolo Cherokee. Si opposero unanimemente alla cessione della terra.
Nel gennaio 1824 Ross andò a Washington per difendere i possedimenti Cherokees nella loro terra. Calhoun offì due soluzioni alla delegazione Cherokee: rinunciare alle terre ed andarsene ad ovest o accettare la denazionalizzazione e diventare cittadini statunitensi. Piuttosto che accettare l'ultimatum di Calhoun Ross si rivolse direttamente al Congresso presentando la causa Cherokee il 15 aprile 1824. Questo atto modificò le relazioni tra governo e nativi.
Nessuna tribù indiana si era mai rivolta al Congresso. Ross fu capace di rimarcare le responsabilità legali dei bianchi. Il cambio di tono fu chiaro agli uomini di Washington, compreso il futuro presidente John Quincy Adams. La delegazione georgiana inavvertitamente riconobbe le capacità di Ross in un editoriale pubblicato nel Georgia Journal, nel quale affermavano che "le lettere della delegazione Cherokee sono una truffa" perché erano "troppo raffinate per essere state scritte o dettate da un indiano".

### Capo dei Cherokee
Nel gennaio 1827 Pathkiller, il capo Cherokee, morì, seguito due settimane dopo da Charles Renatus Hicks, mentore di Ross. Ross, presidente del comitato nazionale, e Major Ridge, portavoce del consiglio nazionale, erano i responsabili degli affari della tribù. In una lettera datata 23 febbraio 1827 diretta al colonnello Hugh Montgomery, l'agente Cherokee, Ross scrive che con la morte di Hicks avrebbe assunto la responsabilità di tutti gli affari pubblici della nazione. Il fratello di Charles Hicks, William, fu per breve tempo capo ad interim fino all'elezione ufficiale. Nonostante credesse di essere l'erede naturale del fratello, William Hicks non aveva impressionato la tribù con le sue capacità. La maggioranza delle persone sapevano che nel corso dell'anno Ross, e non Hicks, aveva gestito la tribù. Il 17 ottobre 1828 i Cherokee elessero John Ross come capo.
Il consiglio Cherokee approvò una serie di leggi con le quali istituiva un governo nazionale bicamerale. Nel 1822 crearono la corte suprema Cherokee, terminando la creazione di un governo a tre rami. Nel maggio del 1827 Ross fu eletto tra i 25 membri del comitato costituzionale. Scrisse la costituzione citando un capo principale, un consiglio dei capi più importanti ed un comitato nazionale, che insieme avrebbero formato il consiglio generale della nazione Cherokee, una repubblica costituente. Nonostante la costituzione sia stata ratificata nell'ottobre del 1827, entrò in vigore solo nell'ottobre 1828, quando Ross era già diventato capo. Fu rieletto ripetutamente restando in carica fino alla morte avvenuta nel 1866. Era molto popolare, sia tra i purosangue (tre quarti della popolazione) che tra i meticci.
I Cherokee avevano creato una repubblica costituzionale con un'autorità delegata in grado di formulare una chiara politica di lungo raggio in grado di difendere i diritti nazionali.

### Causa con la Corte suprema

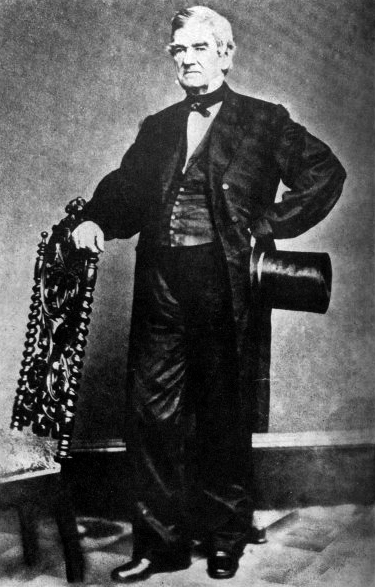
John Ross con la tuba

Ross trovò sostegno nel Congresso da persone del National Republican Party, come i senatori Henry Clay, Theodore Frelinghuysen e Daniel Webster ed i rappresentanti Ambrose Spencer e David (Davy) Crockett. Nonostante questo sostegno nell'aprile 1829 John Henry Eaton, segretario alla guerra (1829–1831), informò Ross del fatto che il presidente Jackson avrebbe sostenuto il diritto della Georgia di far valere la propria legge sui Cherokee.
L'8 dicembre 1829 il presidente Andrew Jackson annunciò ufficialmente la sua intenzione di approvare una proposta di legge nella primavera seguente chiedendo alle tribù indiane che abitavano negli stati sudorientali di spostarsi ad ovest oltre il Mississippi.
Il 19 dicembre 1829 la legislatura georgiana emanò una serie di leggi con le quali confiscava gran parte della terra Cherokee, invalidando la legge Cherokee nell'area, vietando ulteriori riunioni del governo Cherokee in Georgia, dichiarando nulli i contratti tra indiani e bianchi se non testimoniati da due bianchi, vietò agli indiani di testimoniare contro un bianco davanti al tribunale ed impedì ai Cherokee di scavare alla ricerca di oro nelle proprie terre. Le leggi divennero effettive il 1º giugno 1830. L'obiettivo era quello di costringere i Cherokee a spostarsi.
Nel maggio 1830 il Congresso approvò la politica di Jackson della deportazione tramite l'Indian Removal Act. Jackson firmò l'atto il 23 maggio. Autorizzava il presidente ad espropriare le terre ad ovest del Mississippi per poterle scambiare con quelle a sudest. Nell'estate del 1830 Jackson mise fretta a Cherokee, Chickasaw, Choctaw e Creek per firmare trattati individuali con i quali accettavano la deportazione. I Cherokee si rifiutarono di presentarsi all'incontro a Nashville proposto da Jackson. Le altre tribù accettarono le condizioni di Jackson.
Quando Ross e la delegazione Cherokee non riuscirono a proteggere le terre Cherokee trattando con il Congresso, Ross scelse di difendere i diritti Cherokee davanti al tribunale. Nel giugno 1830, sostenuta dai senatori Webster e Frelinghuysen, la delegazione Cherokee scelse William Wirt, procuratore generale degli Stati Uniti d'America durante i mandati Monroe e Adams, per difendere i diritti Cherokee davanti alla Corte Suprema degli Stati Uniti d'America.
Wirt sostenne due cause per conto dei Cherokee: Nazione Cherokee contro la Georgia e Worcester contro la Georgia. In Nazione Cherokee contro la Georgia' John Marshall affermò che i Cherokee erano una nazione sovrana. Non costrinse però il presidente Jackson a difendere i Cherokee dalle leggi della Georgia, dato che non riconobbe di avere la giurisdizione sulla causa in cui era coinvolta la tribù.
Nel 1832 la Corte suprema definì la relazione tra governo federale e Cherokee. In Worcester contro la Georgia la corte decise che la Georgia non poteva imporre le proprie leggi ai Cherokee dato che si trattava di un potere del governo federale. Marshall disse che "gli atti della Georgia sono ripugnanti per la Costituzione, le leggi ed i trattati degli Stati Uniti d'America. Interferiscono duramente con le relazioni stabilite tra Stati Uniti e nazione Cherokee, le quali, secondo i principi della Costituzione, sono compito esclusivamente del governo dell'Unione". I Cherokee furono considerati sufficientemente sovrani da resistere legalmente al governo della Georgia, e furono incoraggiati a farlo.
La corte affermò che i Cherokee erano dipendenti dal governo federale, in modo simile ad un protettorato, ma comunque un'entità sovrana. La discussione fu messa in dubbio quando la legislazione federale, con l'Indian Removal Act, diede il potere in materia al governo federale. Questa serie di decisioni creò problemi politici a Jackson, tanto che Whigs le usò nella campagna elettorale del 1832.
Nel frattempo i Cherokee avevano grossi problemi economici. Il governo statunitense aveva smesso di pagare la rendita annua concordata di 6000 dollari per le precedenti cessioni di terra, la Georgia aveva tagliato ogni pagamento per l'oro estratto in terra Cherokee, e la loro richiesta di un prestito governativo federale fu respinta nel febbraio del 1831. Con molte difficoltà (e grazie a donazioni private) Ross riuscì a pagare le parcelle della nazione Cherokee.

## Ross contro il Ridge Party
In una riunione del maggio 1832 il giudice della Corte suprema John McLean parlò con la delegazione Cherokee per offrire il proprio punto di vista sulla situazione. Il consiglio di McLean fu di "spostarsi e fondare un territorio con il diritto di ricevere dallo Stato un pagamento per le proprie terre, ed un delegato nel Congresso, ma riservandosi il diritto di legiferare e scegliere i propri ufficiali". Acconsentì a spedire a Ross una lettera col suo punto di vista. Ross si infuriò, credendo che fosse una specie di tradimento.
Il consiglio di McLean creò una divisione tra i capi Cherokee dato che John Ridge ed Elias Boudinot iniziarono a dubitare di Ross. John Ridge propose al consiglio nazionale dell'ottobre 1832 di inviare una delegazione a Washington per discutere un trattato di deportazione con il Presidente Jackson. Il consiglio respinse la proposta di Ridge scegliendo invece Joseph Vann, John Baldridge, Richard Taylor e John Ross per rappresentare i Cherokee. Nel febbraio 1833 Ridge scrisse a Ross dicendo che secondo lui la delegazione mandata a Washington quel mese avrebbe dovuto iniziare a trattare con Jackson. Ridge e Ross non avevano viste totalmente inconciliabili, né credevano che i Cherokee avrebbero potuto respingere l'usurpazione georgiana di terre Cherokee. Ridge fu però furioso del fatto che Ross aveva rifiutato di considerare la proposta di Jackson di pagare ai Cherokee 3 000 000 di dollari per le terre in Georgia, Alabama e Tennessee.
Con questa situazione Ross guidò la delegazione a Washington nel marzo 1834 per cercare di negoziare alternative alla deportazione. Ross fece molte proposte, ma i Cherokee potrebbero non averle approvate tutte, né ci si aspettava che Jackson accettasse qualcosa meno della deportazione.
La strategia di Ross era difettosa perché permetteva agli Stati Uniti di stringere accordi con una fazione minoritaria. Il 29 maggio 1834 Ross seppe da John H. Eaton che una nuova delegazione composta da Major Ridge, John Ridge, Elias Boudinot ed il fratello minore di Ross, Andrew, chiamata "Ridge Party" o "Treaty Party" (Partito del trattato), era giunta a Washington per firmare il trattato di deportazione. Le due fazioni cercarono di riconciliarsi, ma nell'ottobre 1834 non erano ancora giunti ad un accordo. Nel gennaio 1835 si trovavano ancora a Washington. Pressato dalla presenza del Ridge Party, Ross accettò il 25 febbraio 1835 di scambiare le terre Cherokee ad est del Mississippi per quelle ad ovest e 20 milioni di dollari. La firma fu condizionata all'accettazione dei termini da parte del governo federale.
Lewis Cass, segretario alla guerra, credeva trattarsi di un altro stratagemma per rimandare la deportazione di un altro anno, e minacciò di firmare il trattato con John Ridge. Il 29 dicembre 1835 il Treaty Party firmò il trattato di New Echota con il governo federale, contro la volontà della maggioranza dei Cherokee. Ross non riuscì a bloccarne la firma.
Tornato alla propria casa di Head of Coosa a notte fonda, Ross vide un uomo che non riconobbe. Gli disse di far mangiare il suo cavallo e di prepararlo per la notte. L'uomo invece le seguì alla porta. Lo straniero, che si presentò come Stephen Carter, disse a Ross che era il nuovo proprietario di casa, e che aveva carte che lo dimostravano. Ross scoprì che Carter ne aveva ottenuto il possesso quella stessa settimana dagli agenti della Georgia. Ross si ritrovò spogliato dei beni dalla Georgia ed ormai senza tetto. Il giorno seguente Ross scoprì che Quatie aveva trovato rifugio a casa di parenti.
I Cherokee che non erano migrati nel territorio indiano nel 1838 furono obbligati a farlo dal generale Winfield Scott. La deportazione divenne nota come Sentiero delle lacrime. Accettando la sconfitta, Ross convinse il generale Scott a permettergli di gestire il processo di deportazione. Lungo il Sentiero delle lacrime Ross perse la moglie Quatie. Secondo uno dei soldati che scortò il gruppo, aveva dato la propria carrozza ad un ragazzo che piangeva a causa del freddo. Pochi giorni dopo morì di polmonite nei pressi di Little Rock lungo il fiume Arkansas.
Considerando la cessione delle terre un crimine capitale, gli oppositori del trattato uccisero Boudinot, Major Ridge e John Ridge dopo il trasferimento nel territorio indiano. Anche Stand Watie, fratello di Boudinot, fu attaccato ma si salvò. Gli anni che seguirono videro molte violenze tra i due gruppi.

## Nuovo matrimonio
John Ross fu presentato alla famiglia Stapler di Brandywine Springs (Delaware) dall'ex commissario indiano Thomas McKenney nel 1841. John Stapler, mercante e vedovo, aveva molti interessi in comune con Ross. Ross strinse una grande amicizia con la figlia maggiore, Sarah, che si occupava dei fratelli più piccoli. C'era anche una sorella piccola, Mary Bryan Stapler, che sviluppò un vero amore per Ross. Iniziarono una relazione nel maggio 1844. Quando fu tempo per Ross di tornare in territorio indiano, terminarono la relazione. Si sposarono poi a Filadelfia il 2 settembre 1844.

## Continuazione dei conflitti tribali
Il dissenso aumentò con la guerra civile, quando la maggioranza dei Cherokee sostenne la Confederazione. Temendo che unirsi alla Confederazione avrebbe annullato i trattati Cherokee firmati con gli Stati Uniti, Ross cercò di persuadere il suo popolo a restare neutrale nel conflitto, ma molti di loro scelsero di appoggiare uno dei due schieramenti. I purosangue odiavano la schiavitù e sostennero i nordisti. In questo gruppo c'erano duemila persone che formarono una società segreta, la Keetoowah Society. Questo gruppo fu chiamato "Pins" (chiodi) dai non membri, dato che chi ne faceva parte portava uno stemma con chiodi incrociati sulla maglia. Ross insistette sul fatto di dover restare neutrali. Nell'assemblea generale del 21 agosto 1861 Ross terminò il discorso annunciando che era tempo di allearsi coi Confederati. Molti mezzosangue, soprattutto i ricchi guidati da Stand Watie, si unirono ai sudisti. I Cherokee che si opponevano alla schiavitù rimasero leali all'Unione e sostituirono Ross con Thomas Pegg. I figli stessi di Ross combatterono per l'Unione. Il nipote di Ross, John Drew, fu colonnello del 1º fucilieri Cherokee a cavallo nell'esercito confederato. Molti capi, ancora guidati da Ross, si trasferirono a Fort Leavenworth (Kansas) per tutta la durata della guerra.
Nel 1863 il Treaty Party sostituì John Ross con Stand Watie. Durante il mandato di Watie i Confederati attaccarono la casa di Ross, Rose Cottage. La figlia di Ross, Jane, e suo marito Andrew Nave vivevano in quella casa. Nave fu ucciso. Rose Cottage fu saccheggiato e dato alle fiamme. Ross perse tutti i suoi averi. Nel giro di una settimana il consiglio ridiede a Ross il comando. Ross rimase in esilio. Non solo aveva perso la casa, ma il figlio James, andato a Park Hill in cerca di rifornimenti, fu catturato ed imprigionato nelle carceri dalla Confederazione, dove morì.
Ross prese la moglie Mary ed i figli e si trasferì a Filadelfia. Ross tornò a Washington dove aveva una riunione col presidente Abramo Lincoln ed altri sostenitori. Quando tornò da Mary nel 1865 la trovò gravemente malata a causa di un "edema polmonare acuto" (probabilmente tubercolosi). Non poteva viaggiare, per cui rimase con lei per oltre un mese. Mary morì il 20 luglio 1865, e fu sepolta nel nativo Delaware. Ross tornò in territorio indiano dopo il funerale.
Dopo la guerra le due fazioni di Cherokee cercarono di negoziare separatamente con gli Stati Uniti. Il commissario degli affari indiani Dennis N. Cooley fu convinto da Stand Watie e Elias Cornelius Boudinot del fatto che Ross fosse un dittatore che non rappresentava veramente i Cherokee. Anche se la sua salute era precaria, Ross partì da Park Hill, dove abitava col nipote, il 9 novembre 1865 per incontrare il presidente Andrew Johnson. Johnson accettò i controargomenti di Ross e si rifiutò di firmare il trattato stilato da Cooley. Disse a Cooley di scriverne uno nuovo e di negoziare solo con la fazione che aveva sostenuto l'Unione, guidata da John Ross. Ross morì il 1º agosto 1866 a Washington, durante le negoziazioni per un nuovo trattato tra Cherokee e governo federale.
Inizialmente fu sepolto al fianco della moglie Mary a Wilmington, Delaware. Pochi mesi dopo i Cherokee riportarono i suoi resti al cimitero Ross di Park Hill, in territorio indiano.

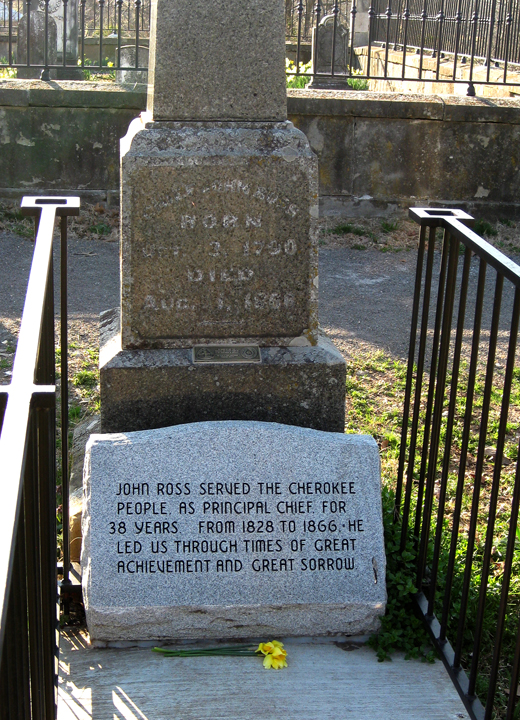
Tomba di John Ross a Park Hill (Oklahoma)

## Riconoscimento
La città di Chattanooga dedicò il Market Street Bridge a Ross, ed un suo busto si trova sul lato settentrionale del giardino del tribunale della contea di Hamilton.
La città di Rossville, poco a sud del confine con il Tennessee, prende il nome da Ross. È dove si trova la "casa di John Ross", in cui visse dal 1830 al 1838 dopo che lo Stato gli requisì le terre presso il fiume Coosa.

## Rappresentazione nei media
John Ross fu interpretato da Johnny Cash in un episodio di NET Playhouse intitolato "Trail of Tears" (Sentiero delle lacrime) nel 1971. La vita di John Ross ed il Sentiero delle lacrime vengono raccontati nel terzo episodio del documentario "American Experience" di Ric Burns, intitolato We Shall Remain (2009).